# Siomkowo
Siomkowo – dawna wieś. Tereny, na których leżała, znajdują się obecnie na Białorusi, w obwodzie witebskim, w rejonie głębockim, w sielsowiecie Plisa.
Dawniej używana nazwa – Siemkowo.

## Historia
W czasach zaborów w powiecie dzisieńskim, w guberni wileńskiej Imperium Rosyjskiego. Pod koniec XIX wieku należała do dóbr Ojczyzna, własność Downarów.
W latach 1921–1945 wieś leżała w Polsce, w województwie wileńskim, w powiecie dziśnieńskim, w gminie Łużki.
Według Powszechnego Spisu Ludności z 1921 roku zamieszkiwało tu 38 osób, 16 było wyznania rzymskokatolickiego a 22 prawosławnego. Jednocześnie 10 mieszkańców zadeklarowało polską a 28 białoruską przynależność narodową. Było tu 5 budynków mieszkalnych. W 1931 w 8 domach zamieszkiwało 31 osób.
Wierni należeli do parafii rzymskokatolickiej w Zadorożu i prawosławnej w Porzeczu Cerkiewnym. Miejscowość podlegała pod Sąd Grodzki w Łużkach i Okręgowy w Wilnie; właściwy urząd pocztowy mieścił się w Łużkach.